# Laetia thamnia
Laetia thamnia là một loài thực vật có hoa trong họ Liễu. Loài này được L. mô tả khoa học đầu tiên năm 1759.